# Pier Paolo Calzolari
Pier Paolo Calzolari (* 1943 in Bologna, Italien) ist ein italienischer Künstler. Ab Mitte der 1960er-Jahre war er Wegbereiter und Hauptvertreter der Arte Povera. Er malte später auch informelle Bilder. Er lebt und arbeitet in Lissabon, Portugal.

## Leben und Werk

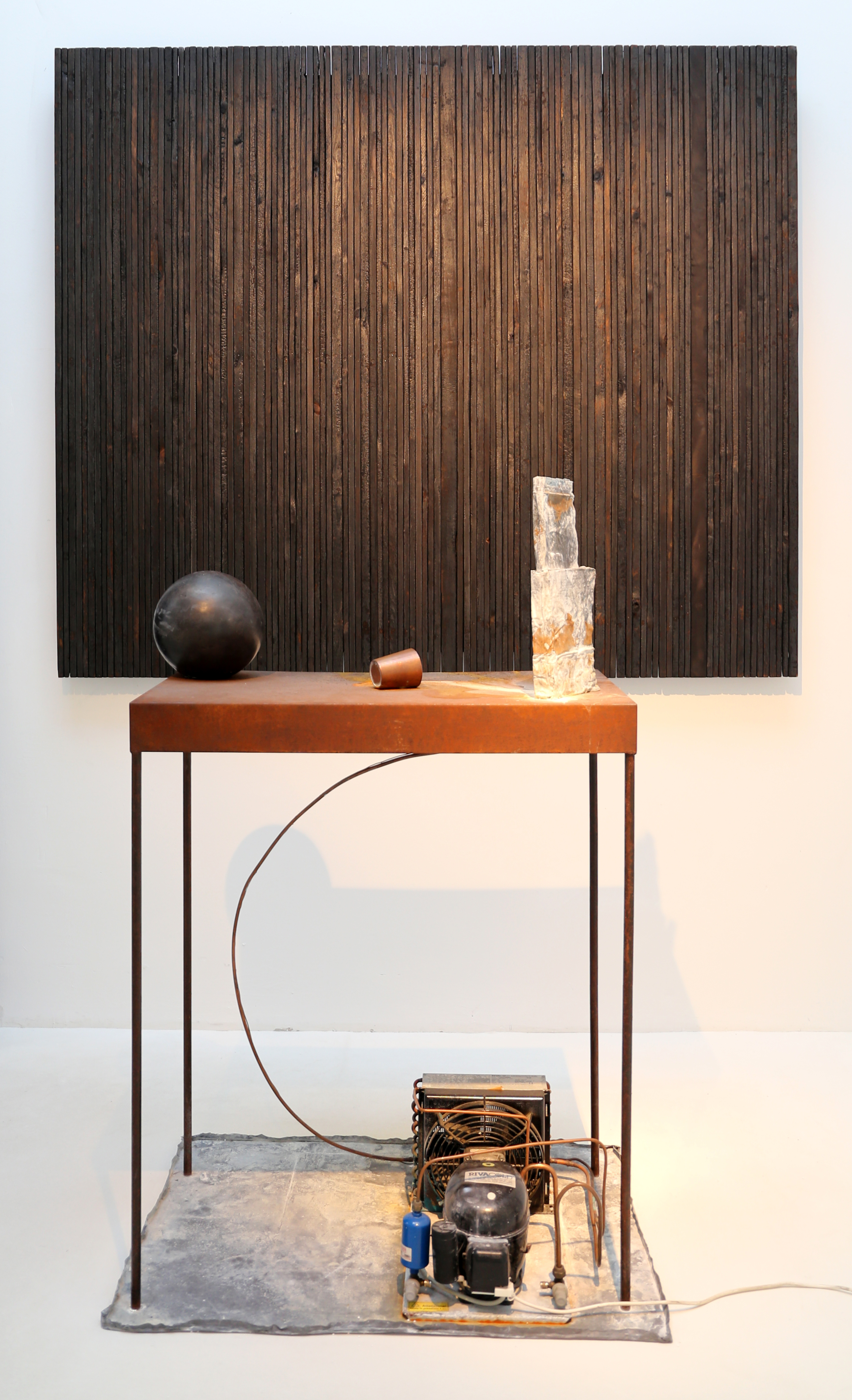
Pioggia 4, 2006

Pier Paolo Calzolari war von 1966 bis 1970 und von 2002 bis 2003 Professor für Malerei an der Accademia di Belli Arti in Urbino.
Er thematisiert in seinen Arbeiten Materialkontraste und macht Nuancen spürbar. Er gestaltete Performances und bezog dabei die Lichteffekte von Neonröhren und Brand- und Versehrungsspuren in seine Konzepte ein, zum Beispiel bei Handlungen der Leidenschaft, einer Folge von 9 Aktionen in den Jahren 1968 bis 1970.
In den 1970er Jahren begann Calzolari mit der Malerei und schuf monochrome Farbflächen in Verbindung mit Gegenständen und Lebewesen. Er bezog zum Beispiel Kinder, Fische, Hunde oder Rosen ein.
In den 1980er Jahren entwickelte er eine eigene gestische und farbintensive Malerei, bei der auch mythische Zeichen vorkommen. Er kam dabei in den Bereich der Transavantgarde.
Calzolari schuf auch Installationen und Objekte, in denen er plastisches mit sensiblen materiellen Strukturen verbindet. Dazu gehören seine Arbeiten mit gefrosteten Gegenständen, zum Beispiel vereiste Metallarbeiten, wie der Vorhang aus dem Jahr 1998.
Pier Paolo Calzolari war Teilnehmer der Documenta 5 in Kassel im Jahr 1972 in der Abteilung Individuelle Mythologien: Prozesse und auch auf der Documenta IX im Jahr 1992 als Künstler vertreten.
Pier Paolo Calzolari hatte Einzelausstellungen in der Galerie Christian Stein, Mailand (2006), in der Galleria Il Ponte Contemporanea, Rom (2007) und in der Fondazione Maeght, Saint-Paul de Vence (2008/2009), in der Galerie Kamel Mennour (2013, 2016), in der Galerie Marianne Boesky (2012, 2014, 2017).